# Jake Bird
Pour les articles homonymes, voir Bird.
Jake Bird (14 décembre 1901 - 15 juillet 1949) est un tueur en série américain, jugé et condamné le 30 octobre 1947 pour les meurtres à la hache de Bertha Kludt (âgée de 53 ans) et sa fille Bervely June Kludt (âgée de 17 ans) à Tacoma, dans l'État de Washington. Il a été reconnu coupable de onze autres meurtres, et pourrait en avoir commis jusqu'à quarante-six.
Le criminologue Eric W. Hickey, directeur du centre d'études de médecine légale de l'Alliant International University (en), a écrit sur la manière dont l'affaire Bird a défié les stéréotypes sur les tueurs en série, qui sont surtout vus comme des hommes caucasiens, tandis que les tueurs afro-américains sont typiquement associés à la violence de rue. Hickey a écrit : « La révélation du fait que Jake Bird, un homme noir, ayant traqué et tué des dizaines de femmes blanches dans les années 1940 dans une dizaine d'États... continue de défier les profils types des tueurs en série ».

## Origines
A 45 ans, Bird était un itinérant, né en Louisiane dans un lieu dont il ne se souvient plus. Il se disait travailleur manuel, ouvrier dans les chemins de fer, employé à poser et entretenir les voies. Le travail sur les voies l'amenait à se déplacer d'endroit en endroit. Il avait un casier judiciaire très lourd, comportant cambriolages et tentatives d'assassinat, et a fait de nombreux séjours en prison dans le Michigan, l'Iowa et l'Utah.

## La malédiction de Bird
Après l'annonce de sa condamnation, Bird est autorisé à émettre une déclaration finale. Il parle pendant 20 minutes, soulignant que sa demande de se représenter lui-même a été refusée et que ses propres avocats étaient contre lui.
Bird dit alors : « Je jette la malédiction de Jake Bird sur tous ceux qui ont quelque chose à voir avec mon châtiment. Notez mes mots, vous allez mourir avant moi. » Six personnes en rapport avec le procès sont prétendument décédées par la suite : le Juge Edward D. Hodge d'une attaque cardiaque dans le mois de sa sentence à mort, tout comme un des officiers qui a pris sa première confession. Un officier de police qui a pris une seconde confession est décédé, comme le greffier en chef de la cour, et un des gardiens de prison de Bird. J.W. Selden, un des avocats de Bird, est décédé au premier anniversaire de sa condamnation.

## Le sursis, les appels et l'exécution
L'exécution au pénitencier d’état de l’État de Washington est planifiée pour le 16 janvier 1948. Mais Bird revendique 44 autres meurtres, il aidera d'ailleurs la police pour leur résolution. Le gouverneur de Washington Monrad C. Wallgreen lui accorde 60 jours de sursis. Des policiers d'autres États ont un entretien avec Bird, et onze meurtres sont prouvés. Ses connaissances sur les 33 autres meurtres le placent comme suspect principal. Les entretiens avec Bird ont permis aux départements de police de plusieurs États de résoudre beaucoup de crimes irrésolus. En plus des meurtres commis dans l'État de Washington, l'itinérant Bird a apparemment tué des personnes en Floride, dans l'Illinois, l'Iowa, le Kansas, le Kentucky, le Michigan, le Nebraska, l'Ohio, le Dakota du Sud et le Wisconsin. Il s'en est surtout pris à des femmes caucasiennes. Bird a utilisé pour ses victimes une hache ou une hachette,.
Pendant la durée de son sursis, Bird a fait appel mais un nouveau procès a été refusé par la Cour suprême de l'État de Washington. Ses appels aux cours fédérales, y compris trois pétitions à la Cour suprême des États-Unis, ont aussi été refusés. Il a été pendu dans la matinée du 15 juillet 1949, à 12h20, devant 125 témoins. Il a été enterré dans une tombe non marquée dans le cimetière de la prison.

## Sources
- (en) Cet article est partiellement ou en totalité issu de l’article de Wikipédia en anglais intitulé « Jake_Bird » (voir la liste des auteurs).